# Stad aan 't Haringvliet
Stad aan 't Haringvliet est un village dans la commune néerlandaise de Goeree-Overflakkee, dans la province de la Hollande-Méridionale. Le 1er janvier 2009, le village comptait 1 399 habitants.
Stad aan 't Haringvliet est situé sur l'île de Goeree-Overflakkee, sur le Haringvliet.
Jusqu'en 1966, le village était une commune indépendante. Le 1er janvier de cette année, Stad aan 't Haringvliet a été rattaché à la commune de Middelharnis.